# Lévay József Református Gimnázium
A Lévay József Református Gimnázium és Diákotthon Miskolc városának oktatási intézménye. 1993-ban alapították, ekkor vette fel a világháború előtti református iskola, a Lévay József gimnázium nevét. Indulása óta négy- és hatosztályos gimnáziumi rendszerben mintegy 600−800 tanulóval a város és a megye egyik legnagyobb középfokú oktatási intézménye. Fenntartója a Tiszáninneni református egyházkerület.

## Történelme

### A korábbi Lévay Gimnázium
A város első református gimnáziumának gyökerei a 15. századig nyúlnak vissza. Ekkor már működött a városban egy latinos műveltséget oktató iskola. A reformáció beköszöntével 1560-ra az egész város református hitre tért, ekkor vette át a Református Egyház az avasi református templomot és a hozzá tartozó iskolát, ezt tekintik az iskola alapítási évének. Az iskola 1935-ben vette fel korábbi tanárának, a neves költőnek, Lévay Józsefnek a nevét. 1948. július 15-én a XXXIII. törvény kimondta az egyházi iskolák államosítását. Az államosított intézmény még két évig viselte Lévay József nevét, majd Mikszáth Kálmán nevét kellett felvennie. 1953 nyarán a helyi hatóságok összevonták az akkor már Mikszáth Gimnáziumot az akkor már Földes Ferenc nevét viselő volt Fráter György Királyi Katolikus Gimnáziummal. Az így megalakult Földes Ferenc Gimnázium részére át kellett adni az iskola teljes felszerelését, beleértve a muzeális értékű könyvtárat. A könyvtár muzeális része később a Miskolc Városi Könyvtárhoz került, ahol ma a Lévay Muzeális Könyvtárat alkotja. Az egykori Lévay épületét a Zrínyi Ilona Gimnázium kapta meg és használta 1996-ig.

### Az új Lévay Gimnázium
A rendszerváltáskor a Tiszáninneni református egyházkerületben felmerült a Lévay visszaállítása. A kárpótlás során az egyház visszakérte a Gimnázium „új”, akkor már lassan százéves épületét. Az új Lévay József Református Gimnáziumot 1993-ban alapították. Az 1993/94-es tanévet három állandó és tizenegy óraadó tanárral, két négyosztályos gimnáziumi osztállyal, állandó épület nélkül, ideiglenesen a Miskolci Központi Leánykollégium épületében elhelyezve kezdték meg. A gimnázium igazgatójának az alapításkor Ábrám Tibort választották meg. Az igazgatótanács elnöke Pápay Sándor lett, aki a Lévay alapító tanára volt.
Az egyháznak visszaadott gimnáziumi épület átadása, elsősorban a benne működő Zrínyi Ilona Gimnázium elhelyezése körüli viták miatt, elhúzódott. Ez azonban nem akadályozta meg a vezetést abban, hogy az 1994/95-ös tanévben beindítsák a hatosztályos gimnáziumi képzést is. A helyhiány viszont egyre sürgetőbbé tette a régi Lévay épületébe való költözést. Az 1995/96-os tanévet az iskola három helyre szétszórva, kényszermegoldásokkal élte át. Az iskola végül 1996 nyarán költözhetett be a Kálvin János utca 2-be. Az erősen leromlott iskolaépületet és mellette a leendő diákotthont sürgősen fel kellett újítani. A felújítás során alakították ki a Tóth Pál diákotthont, amely kollégium és menza. Felújították a kémia-biológia és a fizika előadót, új könyvtárat alakítottak ki. Ekkor kapott az épület tetőtér beépítést, ahol művészeti tantermeket alakítottak ki, mint ahogy ekkor építették az informatikai szaktermeket is a tornaterem tetején. A felújítás nagy része 2005-re fejeződött be.

## A 2023/2024-es tanévben induló osztályok
| Képzési forma            | Kód | Évfolyam                                            | Felvehető |
| Képzési forma            | Kód | Évfolyam                                            | Fő        |
| ------------------------ | --- | --------------------------------------------------- | --------- |
| Négyévfolyamos osztályok | 41  | Történelem                                          | 12        |
| Négyévfolyamos osztályok | 42  | Mozgóképkultúra és médiaismeret (digitális csoport) | 10        |
| Négyévfolyamos osztályok | 43  | Magyar nyelv és irodalom                            | 10        |
| Négyévfolyamos osztályok | 44  | Angol nyelv                                         | 14        |
| Négyévfolyamos osztályok | 45  | Német nyelv                                         | 8         |
| Négyévfolyamos osztályok | 46  | Matematika és fizika (digitális)                    | 10        |
| Négyévfolyamos osztályok | 47  | Biológia és kémia (digitális)                       | 12        |
| Négyévfolyamos osztályok | 48  | Informatika és digitális technológia (digitális)    | 10        |
| Négyévfolyamos osztályok | 49  | Általános                                           | 10        |
| Hatévfolyamos osztályok  | 61  | Angol nyelv (digitális)                             | 16        |
| Hatévfolyamos osztályok  | 62  | Matematika és informatika (digitális)               | 16        |